# Polski Słownik Biograficzny
Polski Słownik Biograficzny, in sigla PSB, è un dizionario biografico in lingua polacca che comprende una raccolta alfabetica di biografie autorevoli di circa 25.000 polacchi famosi e di stranieri che sono stati attivi in Polonia e persone famose e meno conosciute, dagli albori della storia polacca alle persone decedute nel 2000. Il Dizionario, pubblicato progressivamente dal 1935, è ancora in corso. Copre attualmente le voci dalla A alla S e il suo completamento è previsto per il 2030.
Fuori dalla Polonia, è disponibile presso la British Library, la Library of Congress, la Biblioteca Vaticana, l'Hoverover Institution on War, Revolution and Peace, l'Università della California a Berkeley, l'Università di Stanford, il Getty Museum e molte altre importanti biblioteche nazionali di ricerca.

## Storia editoriale
Il Polski Słownik Biograficzny è stato pubblicato a Cracovia dal 1935, sebbene la pubblicazione sia stata sospesa durante l'occupazione della Polonia nella seconda guerra mondiale dalla Germania nazista e durante il periodo stalinista. Il dizionario è una pubblicazione congiunta dell'Accademia polacca delle scienze (Polska Akademia Nauk) e dell'Accademia polacca della cultura (Polska Akademia Umiejętności). È curato presso l'Istituto storico Tadeusz Manteuffel (Instytut Historii im. Tadeusza Manteuffla) ed è sponsorizzato dalla Fondazione per l'apprendimento polacco (Fundacja na Rzecz Nauki Polskiej) e dal Ministero della cultura e del patrimonio nazionale (Ministerstwo Kultury i Dziedzictwa Narodowego).
Il dizionario era stato fondato da Władysław Konopczyński. Il primo volume apparve nel 1935 e altri quattro (con "Dąbrowski, Ignacy") prima della seconda guerra mondiale. Dopo la guerra, nel 1949, quando Konopczyński fu costretto dal governo comunista a rassegnare le dimissioni dalla sua direzione, erano stati pubblicati altri due volumi (con "Firlej, Henryk"). Il progetto fu quindi congelato fino al 1958, quando fu ripreso sotto la direzione di Kazimierz Lepszy. Nel 1964, dopo che il dizionario era cresciuto di altri tre volumi (con "Jarosiński, Paweł"), Lepszy cedette la direzione a Emanuel Rostworowski.
Durante il mandato di Rostworowski come editore, la qualità delle biografie aumentò, mentre le interferenze e la censura del governo diminuirono. Altri ventidue volumi furono pubblicati (con "Różycki, Ignacy") quando Rostworowski nel 1989 passò il testimone a Henryk Markiewicz. Sotto Markiewicz, sono stati pubblicati altri nove volumi (Stanisław August Poniatowski), oltre a un supplemento di Uzupełnienia i sprostowania do tomów I-XL (Aggiunte e correzioni ai volumi I-XL) che rettifica i pregiudizi e la censura dell'era comunista. Dal 2003, l'editore del dizionario è stato Andrzej Romanowski. Il team del PSB stima che terminerà il lavoro intorno al 2030, con 62 tomi attesi.